# Лотос-С
Лотос-С (индекс ГУКОС — 14Ф138, Лотос-С1 — 14Ф145) — серия российских спутников радиотехнической разведки (РТР), являющихся одним из компонентов системы радиотехнической разведки нового поколения, МКРЦ «Лиана».

Спутники данной серии, наряду со вторым компонентом МКРЦ «Лиана» — спутниками серии 14Ф139 «Пион-НКС» — должны заменить находящиеся в эксплуатации Министерства обороны РФ спутники советской разработки аналогичного назначения: «Целина-2» и «УС-ПУ», входящие в систему РТР ГРУ и бывшую систему морской космической разведки и целеуказания «Легенда», соответственно.
Спутник создан кооперацией ЦНИРТИ (Москва), Машиностроительного завода «Арсенал» (Санкт-Петербург) и «ЦСКБ-Прогресс» (Самара). Гироскопические приборы для спутников созданы в НИИ Командных приборов (Санкт-Петербург).

## История
Проектирование новой системы РТР было начато в 1993 году, сроки готовности системы многократно переносились, как по финансовым причинам, так и в связи с вносимыми в проект заказчиком изменениями. Так, в 1996 году разработчикам было выдвинуто требование адаптации спутников под ракету-носитель серии «Союз», вместо первоначально планировавшейся РН «Зенит» (создававшейся в 1970—1980-х годах в СССР в первую очередь под спутники РТР системы «Целина»), производство которой осталось на Украине. А в 2002 году потребовалось унифицировать проектируемые космические аппараты по спутниковой платформе со спутниками детальной фоторазведки «Кобальт-Ресурс».
По состоянию на начало 2009 года, государственный оборонный заказ предусматривал доработку наземного информационно-управляющего комплекса системы морской космической разведки и целеуказания (Московская область) для обеспечения приема информации от изделия 14Ф138..
Первый спутник типа «Лотос-С» был запущен 20 ноября 2009 года, спутник имел упрощённую комплектацию целевых систем и в соответствии с индексом ГУКОС обозначался как 14Ф138. После вывода спутника выяснилось, что у него не функционирует около половины бортовых систем, что потребовало переноса сроков запуска новых спутников на более поздний срок для доработки аппаратуры. По данным на сентябрь 2012 года, проблемы с первым спутником, заключавшиеся в недоработанности программного обеспечения КА, были решены, и «Лотос-С» функционировал нормально.
25 декабря 2014 года с космодрома Плесецк был успешно запущен второй космический аппарат, модернизированный Лотос-С1.
2 декабря 2017 года с космодрома Плесецк был успешно запущен третий, Лотос-С1; ещё один Лотос-С1 был запущен в 2018 году.
В феврале 2021 г. с космодрома Плесецк был успешно запущен ещё один Лотос-С1.
| Запуски КА «Лотос-С» и «Лотос-С1» | Запуски КА «Лотос-С» и «Лотос-С1» | Запуски КА «Лотос-С» и «Лотос-С1» | Запуски КА «Лотос-С» и «Лотос-С1» | Запуски КА «Лотос-С» и «Лотос-С1» | Запуски КА «Лотос-С» и «Лотос-С1» | Запуски КА «Лотос-С» и «Лотос-С1» |
| Дата (московское декретное время) | Тип                               | Имя                               | NSSDC ID / SCN                    | Космодром                         | РН                                | Примечания                        |
| --------------------------------- | --------------------------------- | --------------------------------- | --------------------------------- | --------------------------------- | --------------------------------- | --------------------------------- |
| 13:44 20.11.2009                  | 14Ф138 «Лотос-С»                  | Космос-2455                       | 2009-063A / 36095                 | Плесецк СК 16/2                   | Союз-У                            |                                   |
| 6:01 25.12.2014                   | 14Ф145 «Лотос-С1»                 | Космос-2502                       | 2014-086A                         | Плесецк Пл. 43/4                  | Союз-2.1б                         |                                   |
| 13:43 02.12.2017                  | 14Ф145 «Лотос-С1»                 | Космос-2524                       | 2017-076A                         | Плесецк Пл. 43/4                  | Союз-2.1б                         |                                   |
| 3:15 25.10.2018                   | 14Ф145 «Лотос-С1»                 | Космос-2528                       | 2018-082A                         | Плесецк Пл. 43/4                  | Союз-2.1б                         |                                   |
| 02.02.2021                        | 14Ф145 «Лотос-С1»                 | Космос-2549                       | 2021-008A                         | Плесецк Пл. 43/4                  | Союз-2.1б                         |                                   |
| 07.04.2022                        | 14Ф145 «Лотос-С1»                 | Космос-2554                       | 2022-036A                         | Плесецк Пл. 43/3                  | Союз-2.1б                         |                                   |
| 01.12.2022                        | 14Ф145 «Лотос-С1»                 | Космос-2565                       | 2022-163A                         | Плесецк Пл. 43/4                  | Союз-2.1б                         |                                   |
| 27.10.2023                        | 14Ф145 «Лотос-С1»                 | Космос-2570                       | 2023-165A                         | Плесецк Пл. 43/3                  | Союз-2.1б                         |                                   |

## Модификации
- 14Ф138 (Космос-2455) — первый из запущенных спутников пассивной РТР «Лотос-С», с неполной комплектацией целевой аппаратуры;
- 14Ф145 — спутники улучшенной серии «Лотос-С1», имеющие полный штатный комплект целевой аппаратуры. В составе с ракетой-носителем 14А14 «Союз-2» образуют космический комплекс 14К159[14].